# Relations entre le Bangladesh et l'Union européenne
Les relations entre le Bangladesh et l’Union européenne remontent aux années 1973 et ont évolué depuis lors jusqu'à la signature d'un accord de coopération en 2001. Cet accord étant le cadre de la coopération au développement économique et au commerce, aux droits de l'homme, à la bonne gouvernance et à l’environnement.

## Sources

## Compléments